# 渺小一生
《渺小一生》是美国作家柳原汉雅于2015年创作的小说。  该书自出版以来赢得了评论界的广泛好评。  